# 安哥拉龙属
安哥拉龙（学名：Angolasaurus，意为“安哥拉的蜥蜴”）是沧龙科已灭绝的一属，在土仑期至科尼亚克期的安哥拉、科尼亚克期的美国（存疑）、土仑期的巴西及马斯特里赫特期的尼日尔均有分布。尽管一度被视为板踝龙的一个种，但近期系统发育分析将其置于扁掌龙亚科的长鼻蜥龙及塞尔马龙之间，从而维持其在扁掌龙亚科内的基干位置。
广阔的地理泛围使其成为少数跨大西洋分布的土仑期沧龙之一。

## 描述

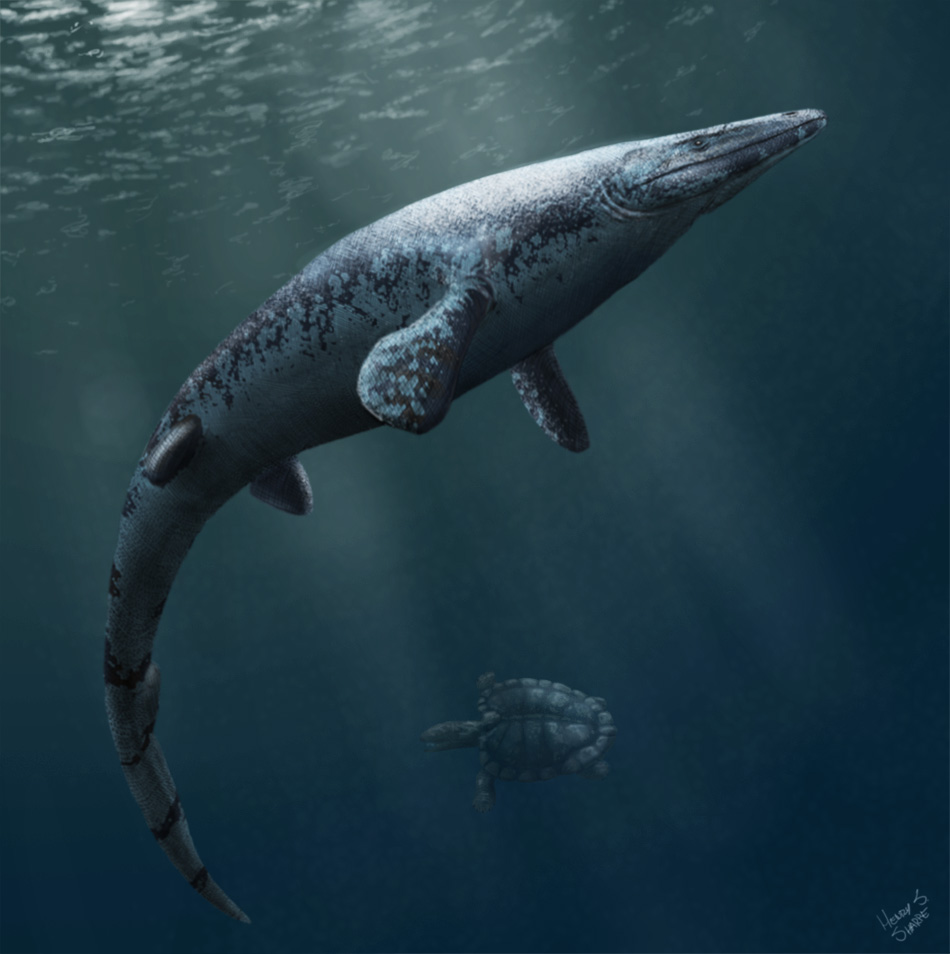
安哥拉龙及同时期安哥拉龟的复原图

安哥拉龙是种小型沧龙，颅骨长度估计为40（1.3英尺），根据罗塞尔（1967年）提供的比例，其全长应为4（13英尺）左右。其外观大致与近亲板踝龙相似，但和近亲相比有着相对体长而言更长的颅骨。颅骨有11颗上颌齿、4颗前颌齿及12颗齿骨齿。安哥拉龙的系统发育关系显示本属个体拥有尾鳍、更加靠前的鼻孔及用于提升水动力效率的有嵴鳞片。
由于安哥拉龙生存的区域及后来本蒂亚巴地区的海水温度下降，有人猜测安哥拉龙及栖息在该地区的其它沧龙背部表面深色斑纹的覆盖范围可能有所增加，以帮助调节湿度。

## 发现历史
安哥拉龙由米格尔·特莱斯·安图内斯于1964年根据部分颅骨及骨骼首次描述，并于1994年重新归入板踝龙。2005年的研究取消该做法，并将本属归入扁掌龙亚科。2005至2009年间的野外考察至少发现两具新的安哥拉龙骨骼。对一个新颅骨及正模颅骨进行CT扫描，以揭示内部脑壳的复杂细微特征，从而确认其在扁掌龙亚科中更精确的地位。更近期的主要沧龙科系统发育分析，将安哥拉龙置于罗塞尔龙类海王龙亚科及扁掌龙亚科组成演化支的基干位置，但不属于任何一个亚科。
2007年，德克萨斯州鹰滩组发现的两具个体被归入安哥拉龙，其中一具保存有部分舌器。同一篇摘要中将先前归入板踝龙的两颗牙齿重新归入安哥拉龙。这些牙齿出土于巴西塞尔希培盆地，实际上与安哥拉龙正模标本中发现的牙齿几乎没有区别。这些发现使安哥拉龙成为首种有着跨大西洋分布的土仑阶沧龙。

## 古生态学

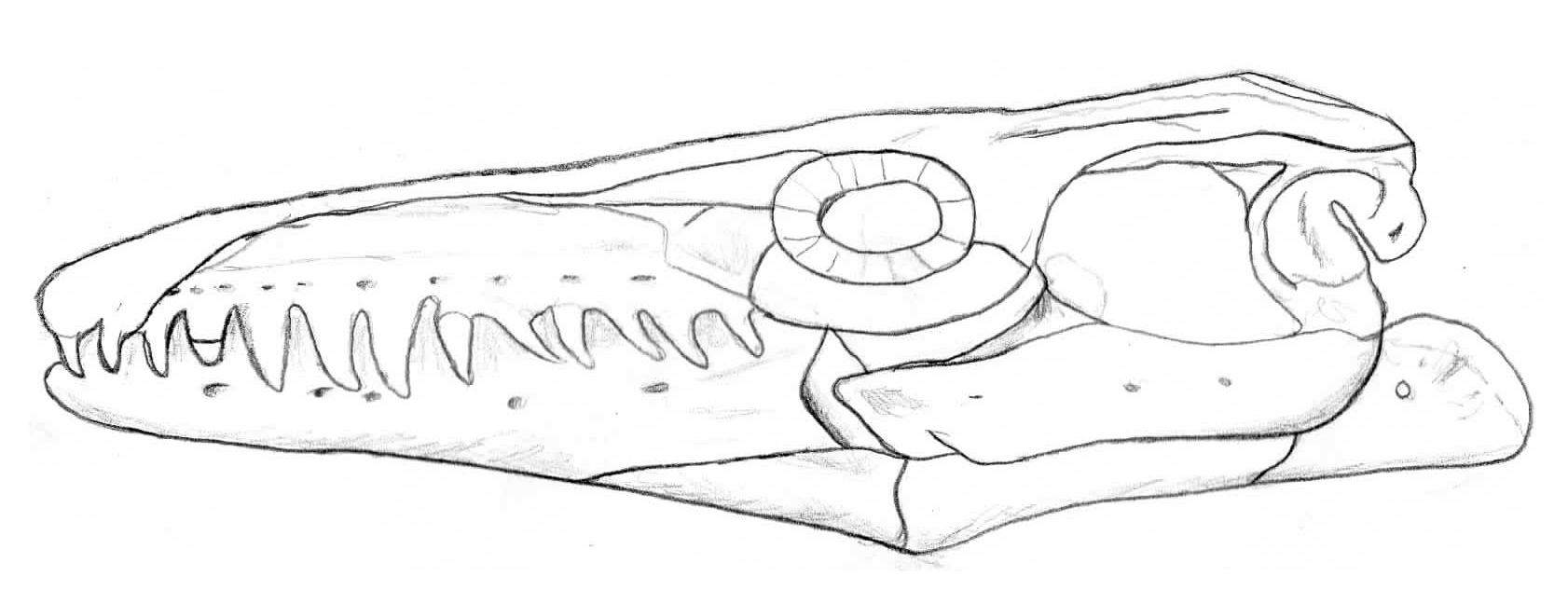
正模标本（SGMA 12/60）重建，基于安图内斯（1964年）的研究

### 安哥拉
博氏安哥拉龙仅发现于伊托贝组，与海王龙亚科物种伊姆贝海王龙（原为沧龙）及甲食性浅水龟鳖目安哥拉龟共享栖息地。当地还发现过分类不明的大洋龙亚科及蛇颈龙类遗骸。陆生动物群仅含蜥脚类的安哥拉巨龙。

### 尼日尔
安哥拉龙在杜卡马杰组出土了属于各年龄阶段的少量椎骨，与同为扁掌龙亚科的板踝龙及扁掌龙、球齿龙亚科的伊格达曼龙、大洋龙亚科的大洋龙、沧龙亚科的沧龙及沧龙科的哥隆约龙共享栖息地。

### 美国
德克萨斯州的鹰滩组发现过安哥拉龙化石。该组的其它土仑阶水生爬行类包括蛇颈龙目的西南泳龙、白垩龙与蛇颈龙以及沧龙科的硬椎龙。当地还发现了分类不明的沧龙及蛇颈龙遗骸。